# Vladimirs Kamešs
Vladimirs Kamešs (* 28. Oktober 1988 in Liepāja) ist ein lettischer Fußballspieler der bei Amkar Perm in der russischen Premjer-Liga spielt.

## Karriere

### Verein
Vladimirs Kamešs begann seine Karriere in seiner Heimatstadt Liepāja, in der Jugend des FK Metalurgs. Im Alter von 17 Jahren debütierte er 2005 unter dem Litauer Benjaminas Zelkevičius in der Virslīga. Bis zum Jahr 2010 kam der Stürmer nur unregelmäßig zu Einsatzminuten unter verschiedenen Trainern bei  Metalurgs. Trotzdem gewann er mit seiner Mannschaft zahlreiche Titel in Lettland darunter ein Pokalsieg und zwei Meisterschaften sowie die Baltic League. Erst eine Ausleihe in der zweiten Hälfte der Saison 2010 zum damaligen Zweitligisten FB Gulbene sorgte für den Durchbruch, nachdem er in 11 Spielen 10 Tore in der 1. līga erzielte. Zurück in Liepāja konnte Kamešs in Spielzeiten 2011 und 2012 jeweils zweistellig treffen. Im Februar 2013 unterschrieb er einen Vertrag bei Amkar Perm aus Russland.

#### Nationalmannschaft
Sein Debüt für die lettische Auswahl gab Vladimirs Kamešs am 22. Mai 2012 im Länderspiel gegen die polnische Nationalmannschaft das in Klagenfurt am Wörthersee ausgetragen wurde. Er spielte nach der 73. Spielminuten für Ivans Lukjanovs im Angriff, zusammen mit Artjoms Rudņevs und später mit dem eingewechselten Edgars Gauračs. Mit Lettland nahm er im selben Jahr am Baltic Cup in Estland teil. Im ersten Spiel dem Halbfinale gegen Litauen, sowie im Finale gegen Finnland wurde er jeweils eingewechselt. Beim Endspiel um den 44. Baltic Cup konnte Kamešs im Elfmeterschießen das 3:3 erzielen und hatte so einen maßgeblichen Anteil am 6:5-Sieg und dem damit verbundenen 21. Turniersieg seines Landes.

#### Erfolge
mit dem FK Liepājas Metalurgs:
- Lettischer Meister: 2005, 2009
- Lettischer Pokalsieger: 2006
- Baltic League: 2007

mit Lettland:
- Baltic Cup: 2012